# Gräsö församling
Gräsö församling var en församling i Uppsala stift och i Östhammars kommun i Uppsala län. Församlingen uppgick 2002 i Öregrund-Gräsö församling.

## Administrativ historik
Församlingen bildades 1641 genom en utbrytning ur Börstils församling.  Församlingen uppgick den 1 januari 2002 i Öregrund-Gräsö församling.

### Pastorat
- 1641 till 1846: Annexförsamling i pastoratet Börstil, Östhammar och Gräsö.[1]
- 1846 till 1 januari 2002: Annexförsamling i pastoratet Öregrund och Gräsö.[1]

## Areal
Gräsö församling omfattade den 1 januari 1952 en areal av 120,80 km², varav 120,53 km² land. Efter nymätningar och arealberäkningar färdiga den 1 januari 1955 omfattade församlingen den 1 januari 1961 en areal av 127,29 km², varav 126,89 km² land.

## Kyrkor
- Gräsö kyrka